# Euscorpiidae
Euscorpiidae (лат.) — семейство скорпионов из надсемейства Chactoidea. Около 90 видов.

## Распространение
Центральная и южная Европа, Северная Африка (средиземноморское побережье), Северная Америка (Мексика), Центральная Америка (Гватемала), Южная Америка (Бразилия, Венесуэла, Перу), Азия (западная, центральная, южная и юго-восточная). Один вид обнаружен (интродуцирован) на юге Великобритании. В Альпах и на Балканах встречаются на высотах до 2000 м. Виды рода Euscorpius известны в домашнем разведении.

## Систематика
11 родов и около 90 видов. Первоначально было описано в качестве подсемейства Euscorpiinae в составе Chactidae. В последнее время в состав семейства Euscorpiidae включают род Chactopsis из семейства Chactidae, а также представителей расформированного близкого семейства Scorpiopidae.
- Подсемейство Euscorpiinae Laurie, 1896
  - Euscorpius Thorell, 1876
- Подсемейство Megacorminae Kraepelin, 1905 — Америка
  - Megacormini — Мексика
    - Megacormus Karsch, 1881
    - Plesiochactas Pocock, 1900
      - Plesiochactas dilutus (Karsch, 1881)
      - Plesiochactas mitchelli Soleglad, 1976

  - Chactopsini — Южная Америка (Бразилия, Венесуэла, Перу)
    - Chactopsis Kraepelin, 1912
- Подсемейство Scorpiopinae Kraepelin, 1905
  - Scorpiopini — Азия
    - Alloscorpiops Vachon, 1980
      - Alloscorpiops anthracinus (Simon, 1887)
      - Alloscorpiops lindstroemii (Thorell, 1889)

    - Dasyscorpiops Vachon, 1974
    - Euscorpiops Vachon, 1980
    - Neoscorpiops Vachon, 1980
      - Neoscorpiops deccanensis (Tikader & Bastawade, 1983)
      - Neoscorpiops satarensis (Pocock, 1900)
      - Neoscorpiops tenuicauda (Pocock, 1894)

    - Parascorpiops Banks, 1928
    - Scorpiops Peters, 1861

  - Troglocormini — Мексика
    - Troglocormus Francke, 1981
      - Troglocormus ciego Francke, 1981
      - Troglocormus willis Francke, 1981